# Brokar

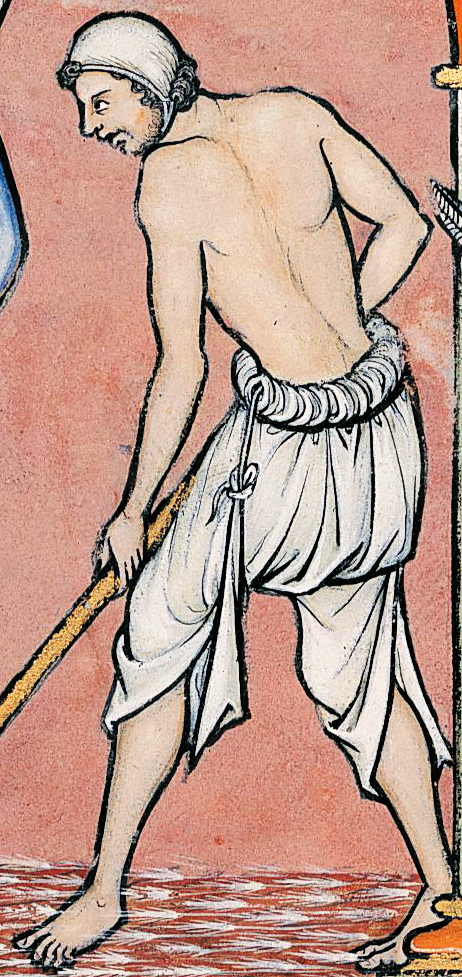
Brokar avbildade i Maciejowskibibeln

Brokar är underplagg eller byxor, använda av män under äldre medeltiden och yngre medeltiden, men även under forntiden. Brokarna var forntidens och medeltidens kalsonger och såg ut som ett par mycket pösiga boxershorts. Materialet i brokarna var nästan uteslutande oblekt linne.
Brokarna användes tillsammans med ett par långa strumpliknande plagg kallade hosor.
Under fornnordisk tid var brokarna av byxlängd (jfr. Ragnar Lodbrok, "ludenbyxa") och bars ofta med benlindor nedtill. Det besläktade ordet i engelskan, breeches, betyder knäbyxor.
I Norge används ordet 'brok' dialektalt för byxor, speciellt när det gäller byxor som hör till manliga folkdräkter.